# 11-й гвардейский истребительный авиационный полк ПВО
11-й гвардейский истребительный авиационный полк — воинское подразделение вооружённых сил СССР в Великой Отечественной войне.

## История наименований
- 38-й истребительный авиационный полк[1];
- 44-й истребительный авиационный полк[1];
- 44-й истребительный авиационный полк ПВО[1];
- 11-й гвардейский истребительный авиационный полк ПВО (07.03.1942)[1];
- 11-й гвардейский истребительный авиационный Выборгский полк (02.07.1944)[1];
- 11-й гвардейский истребительный авиационный Выборгский ордена Кутузова полк (22.10.1944)[1];
- Войсковая часть (Полевая почта) 55766[1].

## История
Сформирован 7 марта 1942 года путём преобразования 44-го истребительного авиационного полка за образцовое выполнение боевых задач и проявленные при этом мужество и героизм.
В составе действующей армии 7 марта 1942 года по 15 октября 1944 года.
На момент преобразования полка на вооружении состояли ЛаГГ-3, полк был задействован на обороне коммуникаций, проходящих по Ладожскому озеру. Полк базировался на аэродроме Сосновка, находившемся на территории нынешнего парка «Сосновка».
До конца войны действует в районе Ленинграда, привлекался ко всем операциям, проходившим в регионе. Так, в сентябре-октябре 1942 года поддерживает действия наземных войск в районе Шлиссельбурга, Невской Дубровки, в январе 1943 года — при прорыве блокады Ленинграда, в феврале 1943 года — при проведении частной Красноборской операции, в июне 1943 года — прикрывает мосты через Волхов, летом 1943 года — во время Мгинской наступательной операции. По-видимому летом или осенью 1943 года получил на вооружение истребители Ла-5
В январе 1944 года принимает участие в Ленинградско-Новгородской операции, так 1 февраля 1944 года штурмует колонны противника севернее Луги.
В июне 1944 года принимает участие в Выборгской наступательной операции, а также принимал участие в налёте сил ВВС Балтийского флота на Котку, в результате которого был потоплен крейсер ПВО «Ниобе». В задачи полка входила очистка неба от истребителей противника до подхода бомбардировщиков и штурмовиков.
Официально, с октября 1944 года участия в боевых действиях не принимал, барражируя над Ленинградом; однако, силами полка 8 марта 1945 года был сбит последний вражеский самолёт, пытавшийся пролететь к городу.

## Подчинение
| Дата            | Фронт (округ)       | Армия                   | Корпус                                                | Дивизия | Примечания |
| --------------- | ------------------- | ----------------------- | ----------------------------------------------------- | ------- | ---------- |
| 01.04.1942 года | Ленинградский фронт | -                       | 7-й истребительный авиационный корпус ПВО             | -       | -          |
| 01.05.1942 года | -                   | Ленинградская армия ПВО | 7-й истребительный авиационный корпус ПВО             | -       | -          |
| 01.06.1942 года | -                   | Ленинградская армия ПВО | 7-й истребительный авиационный корпус ПВО             | -       | -          |
| 01.07.1942 года | -                   | Ленинградская армия ПВО | 7-й истребительный авиационный корпус ПВО             | -       | -          |
| 01.08.1942 года | -                   | Ленинградская армия ПВО | 7-й истребительный авиационный корпус ПВО             | -       | -          |
| 01.09.1942 года | -                   | Ленинградская армия ПВО | 7-й истребительный авиационный корпус ПВО             | -       | -          |
| 01.10.1942 года | -                   | Ленинградская армия ПВО | 7-й истребительный авиационный корпус ПВО             | -       | -          |
| 01.11.1942 года | -                   | Ленинградская армия ПВО | 7-й истребительный авиационный корпус ПВО             | -       | -          |
| 01.12.1942 года | -                   | Ленинградская армия ПВО | 7-й истребительный авиационный корпус ПВО             | -       | -          |
| 01.01.1943 года | -                   | Ленинградская армия ПВО | 7-й истребительный авиационный корпус ПВО             | -       | -          |
| 01.02.1943 года | -                   | Ленинградская армия ПВО | 7-й истребительный авиационный корпус ПВО             | -       | -          |
| 01.03.1943 года | -                   | Ленинградская армия ПВО | 7-й истребительный авиационный корпус ПВО             | -       | -          |
| 01.04.1943 года | -                   | Ленинградская армия ПВО | 7-й истребительный авиационный корпус ПВО             | -       | -          |
| 01.05.1943 года | -                   | Ленинградская армия ПВО | 7-й истребительный авиационный корпус ПВО             | -       | -          |
| 01.06.1943 года | -                   | Ленинградская армия ПВО | 7-й истребительный авиационный корпус ПВО             | -       | -          |
| 01.07.1943 года | -                   | Ленинградская армия ПВО | 7-й истребительный авиационный корпус ПВО             | -       | -          |
| 01.08.1943 года | -                   | Ленинградская армия ПВО | 2-й гвардейский истребительный авиационный корпус ПВО | -       | -          |
| 01.09.1943 года | -                   | Ленинградская армия ПВО | 2-й гвардейский истребительный авиационный корпус ПВО | -       | -          |
| 01.10.1943 года | -                   | Ленинградская армия ПВО | 2-й гвардейский истребительный авиационный корпус ПВО | -       | -          |
| 01.11.1943 года | -                   | Ленинградская армия ПВО | 2-й гвардейский истребительный авиационный корпус ПВО | -       | -          |
| 01.12.1943 года | -                   | Ленинградская армия ПВО | 2-й гвардейский истребительный авиационный корпус ПВО | -       | -          |
| 01.01.1944 года | -                   | Ленинградская армия ПВО | 2-й гвардейский истребительный авиационный корпус ПВО | -       | -          |
| 01.02.1944 года | -                   | Ленинградская армия ПВО | 2-й гвардейский истребительный авиационный корпус ПВО | -       | -          |
| 01.03.1944 года | -                   | Ленинградская армия ПВО | 2-й гвардейский истребительный авиационный корпус ПВО | -       | -          |
| 01.04.1944 года | -                   | Ленинградская армия ПВО | 2-й гвардейский истребительный авиационный корпус ПВО | -       | -          |
| 01.05.1944 года | -                   | Ленинградская армия ПВО | 2-й гвардейский истребительный авиационный корпус ПВО | -       | -          |
| 01.06.1944 года | -                   | Ленинградская армия ПВО | 2-й гвардейский истребительный авиационный корпус ПВО | -       | -          |
| 01.07.1944 года | -                   | Ленинградская армия ПВО | 2-й гвардейский истребительный авиационный корпус ПВО | -       | -          |
| 01.08.1944 года | -                   | Ленинградская армия ПВО | 2-й гвардейский истребительный авиационный корпус ПВО | -       | -          |
| 01.09.1944 года | -                   | Ленинградская армия ПВО | 2-й гвардейский истребительный авиационный корпус ПВО | -       | -          |
| 01.10.1944 года | -                   | Ленинградская армия ПВО | 2-й гвардейский истребительный авиационный корпус ПВО | -       | -          |
| 01.11.1944 года | -                   | Ленинградская армия ПВО | 2-й гвардейский истребительный авиационный корпус ПВО | -       | -          |
| 01.12.1944 года | -                   | Ленинградская армия ПВО | 2-й гвардейский истребительный авиационный корпус ПВО | -       | -          |
| 01.01.1945 года | -                   | Ленинградская армия ПВО | 2-й гвардейский истребительный авиационный корпус ПВО | -       | -          |
| 01.02.1945 года | -                   | Ленинградская армия ПВО | 2-й гвардейский истребительный авиационный корпус ПВО | -       | -          |
| 01.03.1945 года | -                   | Ленинградская армия ПВО | 2-й гвардейский истребительный авиационный корпус ПВО | -       | -          |
| 01.04.1945 года | -                   | Ленинградская армия ПВО | 2-й гвардейский истребительный авиационный корпус ПВО | -       | -          |
| 01.05.1945 года | -                   | Ленинградская армия ПВО | 2-й гвардейский истребительный авиационный корпус ПВО | -       | -          |

## Командиры
- Неуструев, Иван Павлович, гвардии майор
- Решетов Алексей Михайлович, гвардии полковник, 1958 - 1961

## Награды и наименования
| Награда                   | Дата                 | За что получена |
| ------------------------- | -------------------- | --- |
| «Выборгский»              | 2 июля 1944 года     | за отличие в боях при прорыве линии Маннергейма и овладении 20 июня 1944 года городом-крепостью Выборг                                                                              |
| Орден Кутузова II степени | 22 октября 1944 года | За образцовое выполнение заданий командования в боях с немецкими захватчиками и овладение столицей Эстонской ССР городом Таллин (Ревель) и проявленные при этом доблесть и мужество |

## Отличившиеся воины полка
| Награда | Ф.И.О.                       | Должность           | Звание          | Дата награждения | Данные о вылетах | Примечания                  |
| ------- | ---------------------------- | ------------------- | --------------- | ---------------- | --- | --------------------------- |
|         | Евтеев, Михаил Иванович      | командир эскадрильи | гвардии капитан | 28.09.1943       | Боевых вылетов: 296; воздушных боев: 70. Сбито 12 лично и 9 в группе | -                           |
|         | Неуструев, Иван Павлович     | командир полка      | гвардии майор   | 28.09.1943       | к моменту представления 128 боевых вылетов, в 55 воздушных боях сбил лично 11 и в группе – 6 самолётов противника, а также уничтожил на аэродромах 30 самолётов, 15 зенитных орудий и много живой силы неприятеля. | -                           |
|         | Савушкин, Александр Петрович | штурман полка       | гвардии капитан | 02.09.1943       | к моменту представления 373 боевых вылета, в 49 воздушных боях сбил 18 самолётов противника и аэростат | посмертно, погиб 17.05.1943 |